# Tỷ lệ hoàn vốn
Trong tài chính, lợi nhuận là lãi có được từ một khoản đầu tư. Nó bao gồm bất kỳ thay đổi nào về giá trị của khoản đầu tư và/hoặc dòng tiền mà nhà đầu tư nhận được từ khoản đầu tư, chẳng hạn như thanh toán lãi hoặc cổ tức. Nó có thể được đo bằng thuật ngữ tuyệt đối (ví dụ: đô la) hoặc theo tỷ lệ phần trăm của số tiền đầu tư. Cái sau cũng được gọi là thời gian giữ lại.
Khoản lỗ thay vì lợi nhuận được mô tả là lợi nhuận âm, giả sử là số tiền đầu tư lớn hơn 0.
Tỷ lệ hoàn vốn là lợi nhuận của một khoản đầu tư trong một khoảng thời gian, được biểu thị bằng tỷ lệ của khoản đầu tư ban đầu. Khoảng thời gian thường là một năm, trong trường hợp đó, tỷ lệ hoàn vốn được gọi là lợi nhuận hàng năm.
Để so sánh lợi nhuận theo các khoảng thời gian có độ dài khác nhau trên cơ sở bằng nhau, sẽ rất hữu ích khi chuyển đổi mỗi lợi nhuận thành lợi nhuận hàng năm. Quá trình chuyển đổi này được gọi là hàng năm, được mô tả dưới đây.
Tỷ suất hoàn vốn (ROI) là lợi nhuận trên mỗi đô la đầu tư. Nó là thước đo hiệu quả đầu tư, trái ngược với quy mô (lợi nhuận trên vốn chủ sở hữu, lợi nhuận trên tài sản, lợi tức vốn sử dụng).